# PAVARIE
PAVARIE（パヴァリエ）は、西日本高速道路（NEXCO西日本）が高速道路のサービスエリア（SA）・パーキングエリア（PA）に展開する複合商業施設である。

ブランドマーク

## 概要
NEXCO西日本が2012年から展開している複合商業施設の新しいブランド名で、施設名はフランス語で駐車を意味するPulking（パルキング）と様々なという意味のVarie（ヴァリエ）の造語となっている。

## 特徴
「PAVARIE びわ湖大津」のように、所在地名の前にコンセプトが書かれているのが特徴。「PAVARIEローズマインド福山」はバラ園にちなんでおり、「PAVARIEエコエリア山田」はソーラーパネルが置かれ、エコな食事を提供する。2019年時点で3か所を展開している。

## 店舗
- PAVARIEエコエリア山田（大分自動車道 山田SA〈福岡県朝倉市〉）
  - 下り線 2012年（平成24年）11月21日オープン。
- PAVARIEびわ湖大津（名神高速道路 大津SA〈滋賀県大津市〉）
  - 下り線 2013年（平成25年）4月18日オープン[3][4]。
- PAVARIEローズマインド福山（山陽自動車道 福山SA〈広島県福山市〉）
  - 上り線 2013年（平成25年）6月27日オープン[1][2]。

## ギャラリー

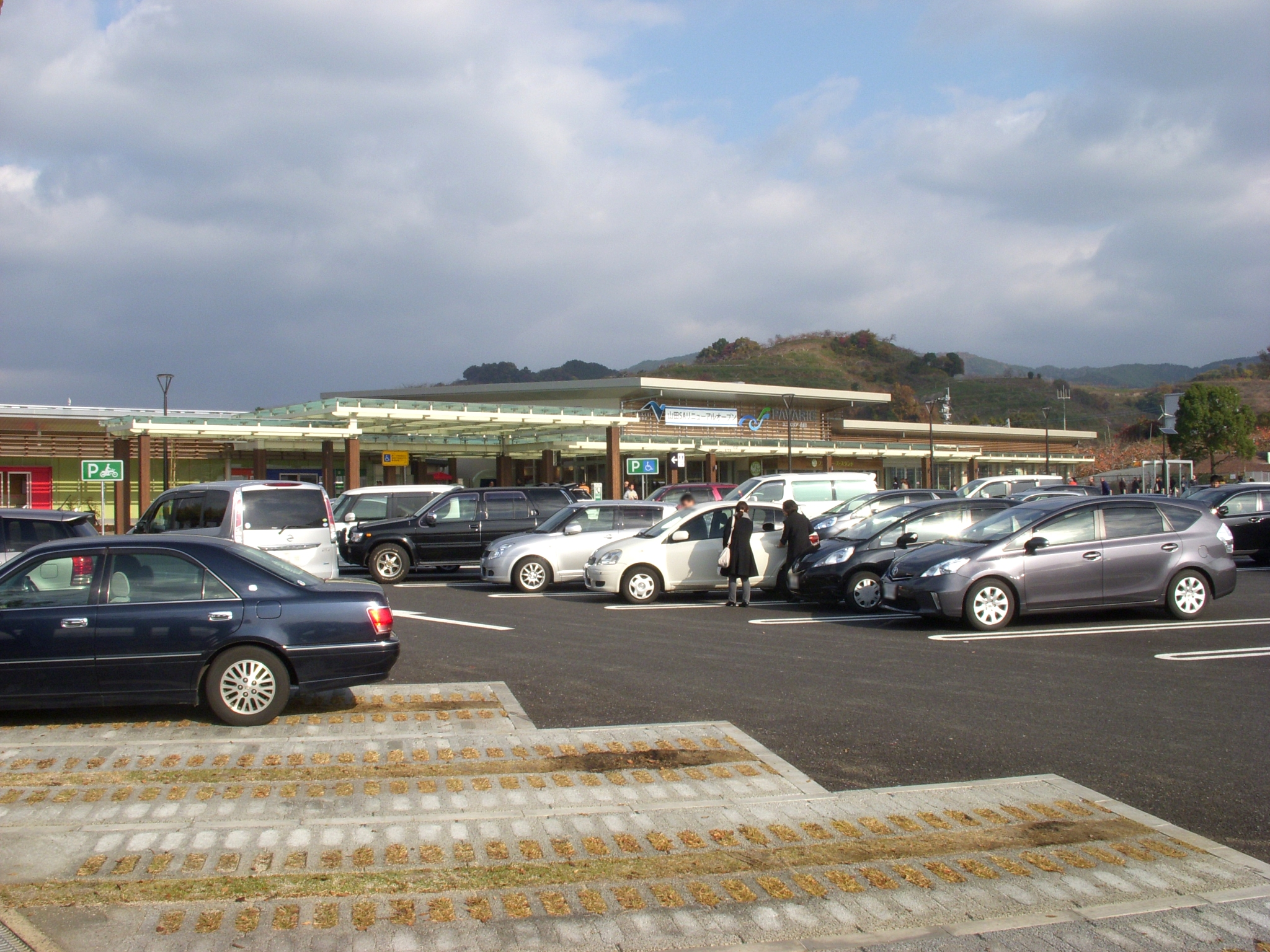
大分自動車道 山田SA（下り線）
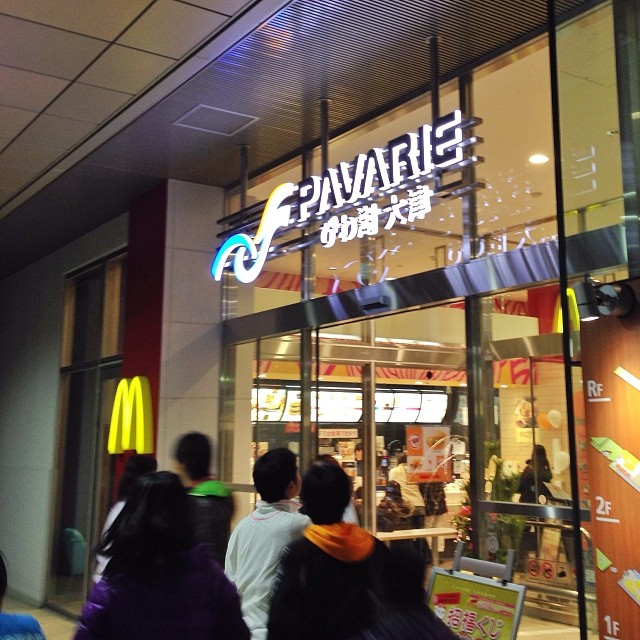
名神高速道路 大津SA   (下り線)